# 伍龙章
伍龙章（1941年—），四川万县人，中华人民共和国政治人物，吉林省政协原副主席，第九、十届全国政协委员。
2002年12月，中国民主建国会第八次全国代表大会在北京召开，并选举产生第八届中央委员会，他当选常务委员。